# 호키 가쓰히사
호키 가쓰히사(일본어: 宝亀克寿, 1946년 10월 30일 ~ )는 일본의 성우이다. 나가사키현 출신으로 아오니 프로덕션 소속. 본명은 호키 가쓰아키(箒克朗).

## 출연작

### 텔레비전 애니메이션
2006년
- 쓰르라미 울 적에 - 호조 뎃페이

2008년
- 원피스 - 겟코 모리아
- 소울 이터 - 괴승 라스푸틴

2009년
- 이나즈마 일레븐 - 기라 세이지로

2010년
- 원피스 - 징베
- 타마고치! - 간코치

### 극장판 애니메이션
2022년
- 더 퍼스트 슬램덩크